# Allkpop
Allkpop est un site web et média anglophone consacré principalement à la K-pop et basé aux États-Unis dont le siège social se situe à Edgewater, NJ. Il a été créé le 30 octobre 2007 par le fondateur Johnny Noh. Détenu et exploité par la société mère 6Theory Media, allkpop est l'un des sites de nouvelles concernant la K-pop les plus visités au monde avec plus de 4 millions de lecteurs mensuels et leurs articles sont souvent cités dans de nombreuses publications à travers le monde,,,.
Selon The Korea Herald, allkpop est actuellement le "fastest news breaker" sur la scène musicale de la K-pop.

## Accueil
En 2010, allkpop est devenu le premier website et a generé plus de trafic que n'importe quel autre portail musical consacré à la musique coréenne. et un quart du total du trafic provenait de l'Europe. La même année, allkpop a reçu les droits de licence du "CJ E&M's global awards show, the Mnet Asian Music Awards. En 2009, Mashable a élu allkpop comme "Best Breaking News Site" et en 2010 lors des Mashable Awards, allkpop a été élu "Must-Follow Brand."

## Allkpop Awards
En décembre 2010, le premier "Allkpop Awards" a été lancé afin d'identifier les artistes K-pop les plus populaires dans le monde entier sur la base d'un système de vote en ligne à grande échelle. Pour l'année 2012, les awards ont été remis officiellement par le portail et géant sud-coréen Naver après un total de 8,6 millions de voix.

## Statistiques Réseaux Sociaux
| "Abonnés" sur Twitter | "J'aime" sur Facebook | Vues sur YouTube |
| --------------------- | --------------------- | ---------------- |
| 2,361,996             | 4,647,773             | 28,000,000       |